# G-Man (Half Life)
 For alternative betydninger, se G-Man. (Se også artikler, som begynder med G-Man)
G-Man er en fiktiv person i Half-Life-computerspilserien. Han er kendt for sin besynderlige opførsel og sit talemønster og lader til bag kulisserne at være en af hoveddrivkræfterne i seriens historie. Michael Shapiro lægger stemme til G-Man.

## Karaktertræk
G-Man er en midaldrende mand med bleg hud, militær klipning og blågrønne, lettere lysende øjne. Han er altid iført et jakkesæt og bærer rundt på en mappe som i det første Half-Life bærer Black Mesas logo. Dette logo er forsvundet i Half-Life 2. I starten af Half-Life 2: Episode One ses G-Man for første gang uden sin mappe.
G-Man har en speciel måde at snakke på, som får ham til at lyde meget mystisk. Han lægger trykket på de forkerte dele af ordene, han holder mange unødvendige og lange pauser, skifter ofte toneart og trækker på visse bogstaver, især "S". I store træk stammer og læsper han.
I spillene lader han til at observere spilleren fra en afstand, men prøver man at nå hen til ham, er han som regel forsvundet sporløst. I Half-Life: Opposing Force griber han flere gange direkte ind i spillets handling, både ved at hjælpe spilleren (Adrian Shephard), men også ved at lægge forhindringer på hans vej.
G-Mans motiver er uklare. Han handler efter ordrer, som han får fra unavngivne "arbejdsgivere", men han har flere gange givet udtryk for, at han ikke nødvendigvis adlyder disse arbejdsgivere.
På trods af at han et par gange ses i samtale med andre personer i spillene, lader det til at han er usynlig for alle andre end spilleren selv. Skønt han viser sig på steder sammen med andre personer i et område, udviser disse ingen tegn på at at have set ham.

## Rolle i serien

### Half Life
Den første gang spilleren (Gordon Freeman) ser G-Man i Half Life, er i spillets intro, da Gordon kommer ind på Black Mesa Research Facility med et tog. På et tidspunkt stopper Gordons tog, og her ses G-Man i et tog på den anden side. På trods af at G-Man rejser i en anden retning, ankommer han til Sektor C laboratoriet før Gordon. På vej ned til laboratoriet kan spilleren gennem en rude se G-Man diskutere meget voldsomt med en videnskabsmand.
Efter "ulykken" ser Gordon gennem hele spillet G-Man adskillige gange, og hver eneste gang befinder han sig på et (på tidspunktet) utilgængeligt sted. Han observerer, men aldrig mere end et par sekunder, næsten som om at han bare vil have bekræftet, at Gordon når frem til de steder, som han skal. Sent i spillet kan G-Man ses åbne en teleporteringskugle og gå ind i den, hvorefter han forsvinder. Dette kunne måske forklare, hvordan han bevæger sig rundt og altid forsvinder på mystisk vis.
Efter at Gordon har besejret Nihilianth, lederen af Xen væsnerne, mister han bevidstheden. Da Gordon vågner, står han over for G-Man på en form for elevator. Gordon har på dette tidspunkt ingen våben og kan ikke bevæge sig. G-Man viser Freeman forskellige steder af Xen og fortæller ham samtidig at takket være hans hjælp, har G-Mans "arbejdsgivere" haft mulighed for at tage kontrollen over Xen. Han fortæller også Gordon, at han har taget sig den frihed at fjerne hans våben, da de oprindeligt var statens ejendom, men han kan beholde sin dragt, da han har gjort sig fortjent til den.
Efter at have blevet teleporteret rundt på forskellige steder på Xen, befinder Freeman og G-Man sig på et tog magen til det, Freeman selv kørte med i starten af spillet. Ud ad vinduet ser spilleren kun mørke og stjerner. G-Man siger nu til Gordon, at hans "arbejdsgivere" er yderst interesserede i ham, og vil gerne "tilbyde ham et job" - hvorefter han understreger, at "alternativet er en kamp, der umuligt kan vindes". Efter dette åbner togdøren, og en portal vises. G-Man opfodrer kraftigt Gordon til at gå igennem portalen, da den vil lede ham til hans nye job. Idet spilleren går gennem portalen, svæver Gordon i et sort tomrum. Man hører derefter G-Mans stemme forsikre Gordon om, at de snart vil ses igen.

### Opposing Force
I udvidelsespakken Opposing Force har G-Man en mere direkte rolle i historien, i det, han både aktivt hjælper og modarbejder spilleren (Adrian Shephard), selv om han fortsat primært observerer ham. I træningsmissionen Boot Camp får Shephard at vide, at hans navn tilfældigvis står øverst på listen over kandidater til den avancerede træning. Senere ser han G-Man, der snakker med en lejrkommandant. Dette kunne måske betyde, at G-Man allerede på dette tidspunkt har en interesse i Shephard.
Senere, under missionen i Black Mesa, er Shephard fanget i et rum med radioaktiv væske, der langsomt stiger og truer med at dræbe ham. Han opdager G-Man, der blot kigger på ham gennem ruden fra et nærliggende kontrolrum, hvorefter han åbner en dør, så Shephard kan undslippe fra rummet. Da Shephard forsøger at flygte fra Black Mesa, lukker porten til gården med flugthelikopteren sig bogstaveligt talt for næsen af ham, takket være G-Mans indblanding. Gennem den lukkede ports vindue kigger G-Man kort på Shephard, hvorefter han går sin vej, tilsyneladende uden at de andre soldater i området lægger mærke til ham.
Længere inde i spillet, efter at Shephard har desarmeret en atombombe, som skulle sprænge hele Black Mesa i luften, kigger han gennem et vindue, hvor han ser G-Man i færd med at armere den igen. G-Man låser også døren til området, så Shephard ikke kan stoppe bomben igen. I slutningen af spillet, hvor Shephard dræber monsteret "Gene Worm", mister han bevidstheden efter kampen. Et par sekunder senere åbner Shephard øjnene og er på dette tidspunkt i den Osprey. som han også fløj med i spillets intro, ligesom i slutningen af half-life, men denne gang er det kun ham selv og G-Man, der er om bord. G-Man viser Shephard forskellige steder af Xen og rummet. G-Man fortæller samtidig Shephard, at hans "arbejdsgivere" helst så ham død, men siden han beundrer Shephard for hans evne til at overleve, fordi "det minder ham om sig selv", informerer han Shephard om, at han vil sende ham til et sted hvor "han ikke kan blive skadet, men heller ikke selv kan gøre skade".
Efter dette vandrer G-Man ud af Shephards synsfelt hvorefter han lukker øjnene igen, og Opposing Force slutter.

### Blue Shift Og Decay
I både Half-Life: Blue Shift og Half Life: Decay ser hovedpersonerne Barney Calhoun, Dr. Gina Gross og Collete Green G-Man i begyndelsen af spillet, men det ser ikke ud til, at han lægger mærke til dem.

### Half Life 2
I begyndelsen af Half-Life 2 bliver Gordon Freeman kontaktet af G-Man, der gennem en række hallucinationslignende klip vækker Gordon fra den kunstige søvn, som han har lagt i gennem cirka 20 år. G-Man giver ham en række lettere kryptiske beskeder, blandt andet hvordan "den rigtige person på det forkerte tidspunkt har en afgørende forskel", hvorefter Gordon vågner i et tog. Endnu en gang observerer G-Man fra afstand Gordon, imens denne kæmper mod Combine Imperiet.
Til sidst, er Gordon sammen med Alyx Vance hvor de sprænger teleporteren og Citadelet, hvor der inden i er Dr. Breen som, formelt, er landets leder, men egentlig en slags 'marionetdukke' for combinerne. i Combinernes Citadel, standser G-Man tiden og redder Gordon fra eksplosionen, der ellers ville have dræbt ham. Han tager Gordon med tilbage til et tog, magen til det han ankommer til byen i. Samtidig med at han fortæller, at han har fået en masse "interessante tilbud" på Gordons tjenester. G-Man forlader derefter Gordon igen, og Half-Life 2 slutter i det samme mørke som sin forgænger.

### Half Life 2: Episode One
I starten af Half-Life 2: Episode One kommer G-Man ind i det mørke rum via en dør af lys og skal til at tale til Gordon, da en flok lilla lysende vortigaunts samler sig omkring ham og fører Gordon væk. G-Man virker rystet over det. Tilsyneladende har vortigaunterne sat en stopper for G-Mans kontrol over Gordon. G-Man ses i hvert fald ikke yderligere i episoden.

### Half Life: Episode Two
I Half-Life 2: Episode Two møder Gordon G-Man igen, imens en flok vortigaunter koncentrerer sig om at helbrede den sårede Alyx Vance. G-Man fortæller Gordon, at han ikke kunne kontakte ham, før vortigaunterne var afledt. Endnu en gang fortæller G-Man Gordon gennem en række hallucinationslignende klip, at han også har en interesse i Alyxs overlevelse, og han derfor hjalp hende ud fra Black Mesa på trods af "visse personers indvendinger". Han beordrer nu Gordon til at hjælpe hende til White Forest i ét stykke. Han går derefter hen til Alyxs bevidstløse krop og beder hende overbringe hendes far en besked, hvorefter han hvisker "Vær forberedt på uforudsete konsekvenser" i hendes øre. Efter dette genoptager G-Man sine rolle som observatør, og kan ses et par gange under rejsen imod White Forest.
Da Gordon og Alyx når frem til White Forest, og Alyx fortæller G-Mans besked til sin far Eli Vance, som er Gordons gamle forskerkammerat fra Black Mesa, fortæller Eli Gordon, at han også har mødt G-Man, og Eli refererer til ham som "vores fælles ven". Eli siger nu, at det var G-Man, der gav ham krystallen, der udløste katastrofen i Black Mesa, og at G-Man bagefter sagde "Vær forberedt på uforudsete konsekvenser". Eli siger desuden til Gordon, at han ved mere om G-Man og, at han vil afsløre det senere. Eli bliver dog dræbt af en Combine Advisor før han kan fortælle det.